# 双葉タクシー (大分県)
双葉タクシー（ふたばタクシー）は、大分県大分市に本社がある、タクシー・貸切バス事業者である。

2010年７月に大分市タクシー協会主催「お客様満足度コンテスト・サービスコンテスト」にて７期連続１位を獲得。

## 概要
大分市を営業区域としている。
タクシーは全車禁煙となっている。

## 沿革
- 1960年10月5日 - 設立[2]。
- 2006年4月1日 - タクシーを全車禁煙とする。

## 事業内容
- タクシー（全車禁煙）
- 貸切バス
- 旅行代理店（ふたば旅行倶楽部）

不動産事業部

## 営業所（車庫）の所在地
- 本社
  - 大分県大分市大字下郡396番地